# Афродита Афродисийская

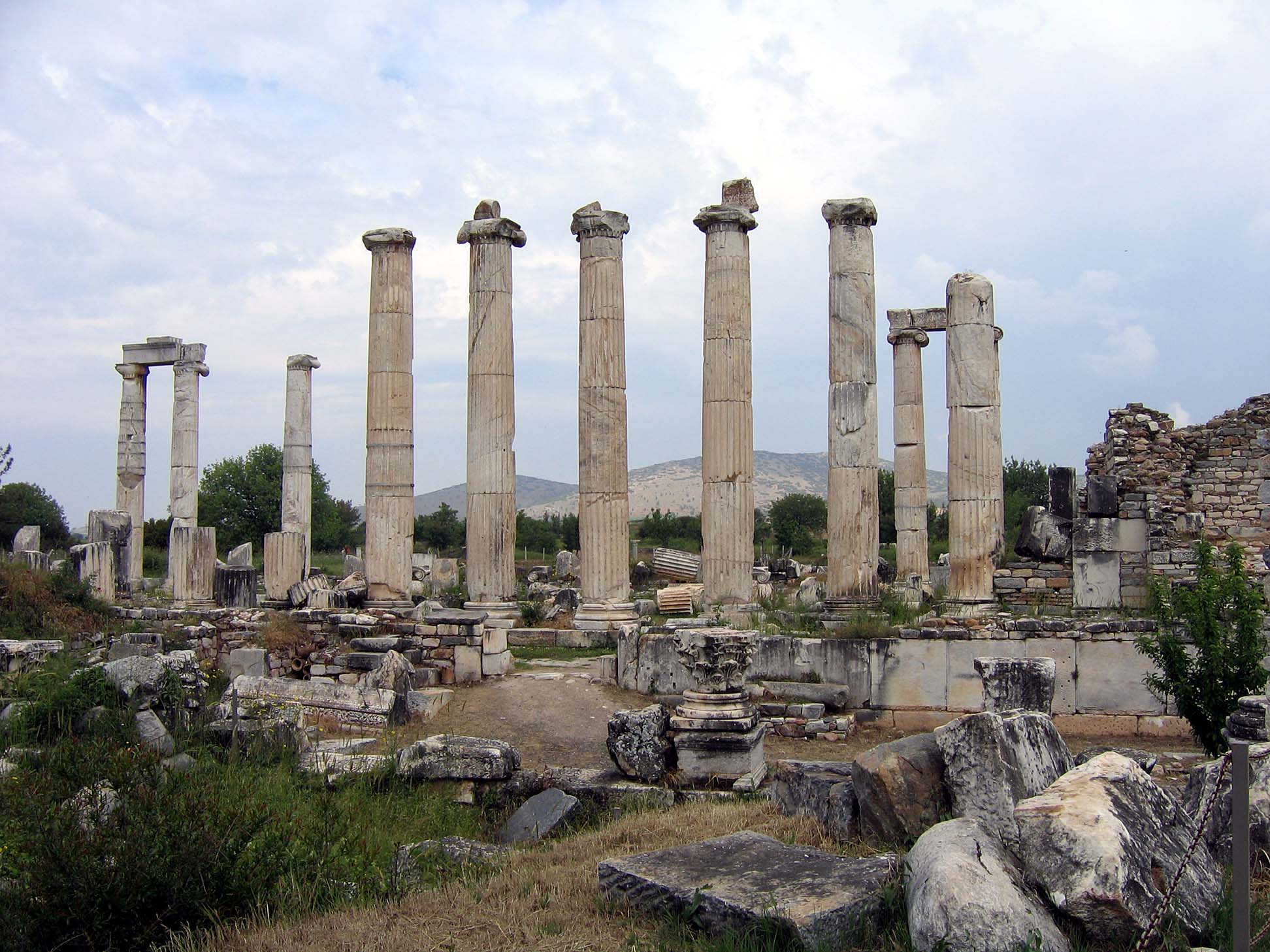
Храм Афродиты в Афродизиасе

Афродита Афродисийская (англ. Aphrodite of Aphrodisias) — культовая каменная скульптура Афродиты, которая находилась в Святилище Афродиты города Афродизиаса.

## История и описание
Место святилища являлось, по меньшей мере, с VII века до нашей эры местным культовым центром, сосредоточенным вокруг местной богини плодородия. В эллинистический период богиня Афродита Афродисийская стала отождествляться с греческой богиней Афродитой, подобно тому как Артемида Эфесская первоначально была местной богиней, которая отождествлялась с Артемидой.
Афродита Афродисийская представлена в натуралистическом стиле, характерном для культуры того времени, что придало местной богине более универсальную привлекательность. Подобно Артемиде Эфесской, Афродита из Афродизиаса носит плотную, маскирующую её форму тунику, заключающую тело, как бы в столбчатый футляр, с четырьмя регистрами (рядами) стандартизированных образов. Её ноги находятся близко друг к другу, предплечья вытянуты вперед. Её шея украшена ожерельями, на голове её находилась корона с изображениями городских стен и башен. Под туникой она носит хитон.
Барельефные полосы украшения на тунике, обращены к вселенским силам: хариты — три грации, которые являются ближайшими слугами Афродиты; супружеской паре — Гея и Уран; Гелиос и Селена — разделённые колонной; Морская Афродита — верхом на морском козле; и у основания группа эротов, выполняющая культовые ритуалы.
Культовый образ Афродиты Афродисийской подробно изучала доктор Лиза Броди (Lisa Brody), выпускница Института изящных искусств Нью-Йоркского университета.